# La voce del violino
La voce del violino è un romanzo di Andrea Camilleri, pubblicato nel 1997 dalla casa editrice Sellerio.
È il quarto romanzo della serie dedicata al commissario Montalbano da cui è stato tratto un omonimo film tv, trasmesso dalla Rai nel 1999, con Luca Zingaretti nella parte del commissario e la partecipazione di Sergio Fantoni.

## Trama
È uno di quei giorni tinti (neri) che affliggono Montalbano che, da classico meteoropatico, si abbuia quando fa cattivo tempo e diventa intrattabile. Tanto più sarà un brutto giorno perché dovrà andare al funerale della moglie del suo amico questore, e ancora più scura sarà la giornata perché ad accompagnarlo con l'auto di servizio sarà l'agente Gallo, un autista dalla guida "stile Indianapolis".
I cattivi presagi si avverano: durante il percorso per una strada di campagna a velocità folle, almeno secondo il commissario che ama andature a passo d'uomo, Gallo investirà una gallina suicida facendo sbandare l'auto che andrà a urtare una vettura in sosta davanti a una villa. Il commissario, santiando (imprecando), si metterà personalmente alla guida dopo aver lasciato un biglietto sotto il tergicristallo dell'auto danneggiata per avvertire il proprietario. Poiché Gallo si lamenta per la botta ricevuta, Montalbano devierà per l'ospedale dove tra esami e controesami i due passeranno l'intera mattinata. Sulla via del ritorno – si è ormai fatto troppo tardi per la cerimonia funebre – il commissario nota che l'auto danneggiata è rimasta dove l'ha lasciata con ancora il biglietto nel tergicristallo.
A Montalbano la faccenda non quatra e da tipico sbirro rimugina il fatto per tutto il giorno sino a che, dopo aver concluso la giornata fitusa con una tempestosa telefonata con la sua fidanzata Livia, non riuscendo a prender sonno, si alza in piena notte e si avventura per scoprire che cosa avviene nella villa. 
Trova l'auto danneggiata ancora dov'era la mattina, con arte scassinatrice forza la porta della villa che ha segni di essere abitata ma che appare deserta; si aggira per i vari ambienti sino a quando in una stanza da letto, alla luce della torcia, si presenta agli occhi del commissario una scena raccapricciante: una giovane donna, bionda e bellissima, del tutto nuda è riversa carponi «con la pancia appoggiata al bordo del letto, le braccia spalancate, il viso sepolto nel lenzuolo ridotto a brandelli dalle unghie della donna che l'aveva artigliato negli spasimi della morte per soffocamento».
Il problema ora per Montalbano è il seguente: «Come far scoprire il delitto? Non poteva certo andare a dire al giudice quello che aveva combinato». Il commissario troverà un modo e inizierà un'indagine che si mescolerà al suo rapporto con Livia, la donna sinceramente amata, che ora vuole da lui qualcosa di più del suo amore.

## Edizioni
- Andrea Camilleri, La voce del violino, Undicesima ed., collana La memoria, Sellerio, 2000,  pp. 209, cap. 18, ISBN 88-389-1405-2.